# Antti Hakola
Pour les articles homonymes, voir Hakola.
Antti Hakola (né le 4 septembre 1704 à Alahärmä – décédé le 2 mai 1778 à Nurmo) était un bâtisseur d'églises finlandais,.

## Églises
- 1749, Église d'Alajärvi[3],
- 1752, Ancienne église d'Alahärmä[4],
- 1756, Ancienne église de Kauhava[5],
- 1758, Ancienne église de Keuruu,
- 1758, Église d'Evijärvi,
- 1772, Église de Purmo (fi), probablement,
- 1772, Église de Virrat,
- 1777, Église de Kuortane,
- 1778, Église de Nurmo.

## Galerie

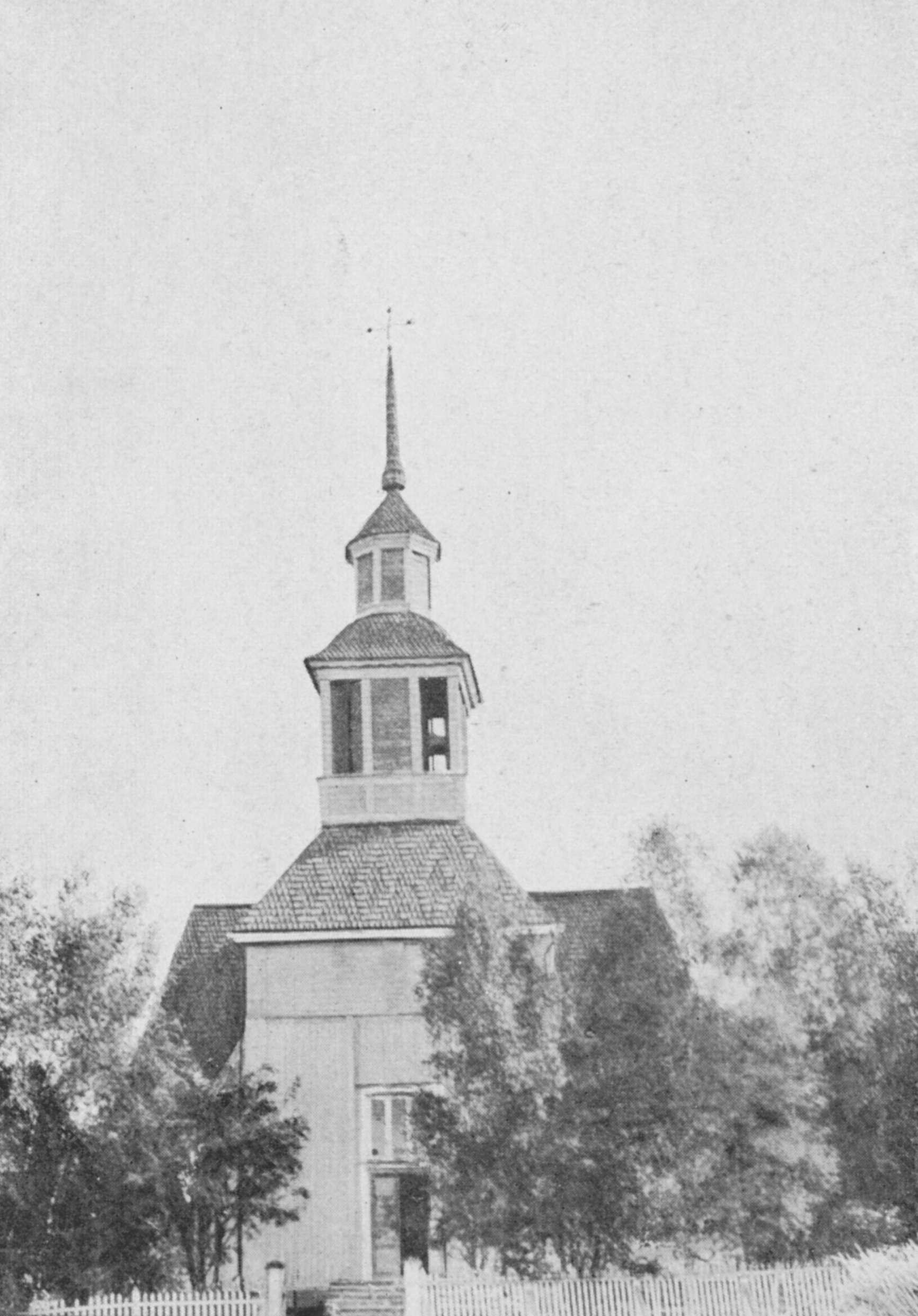
Ancienne église de Kauhava
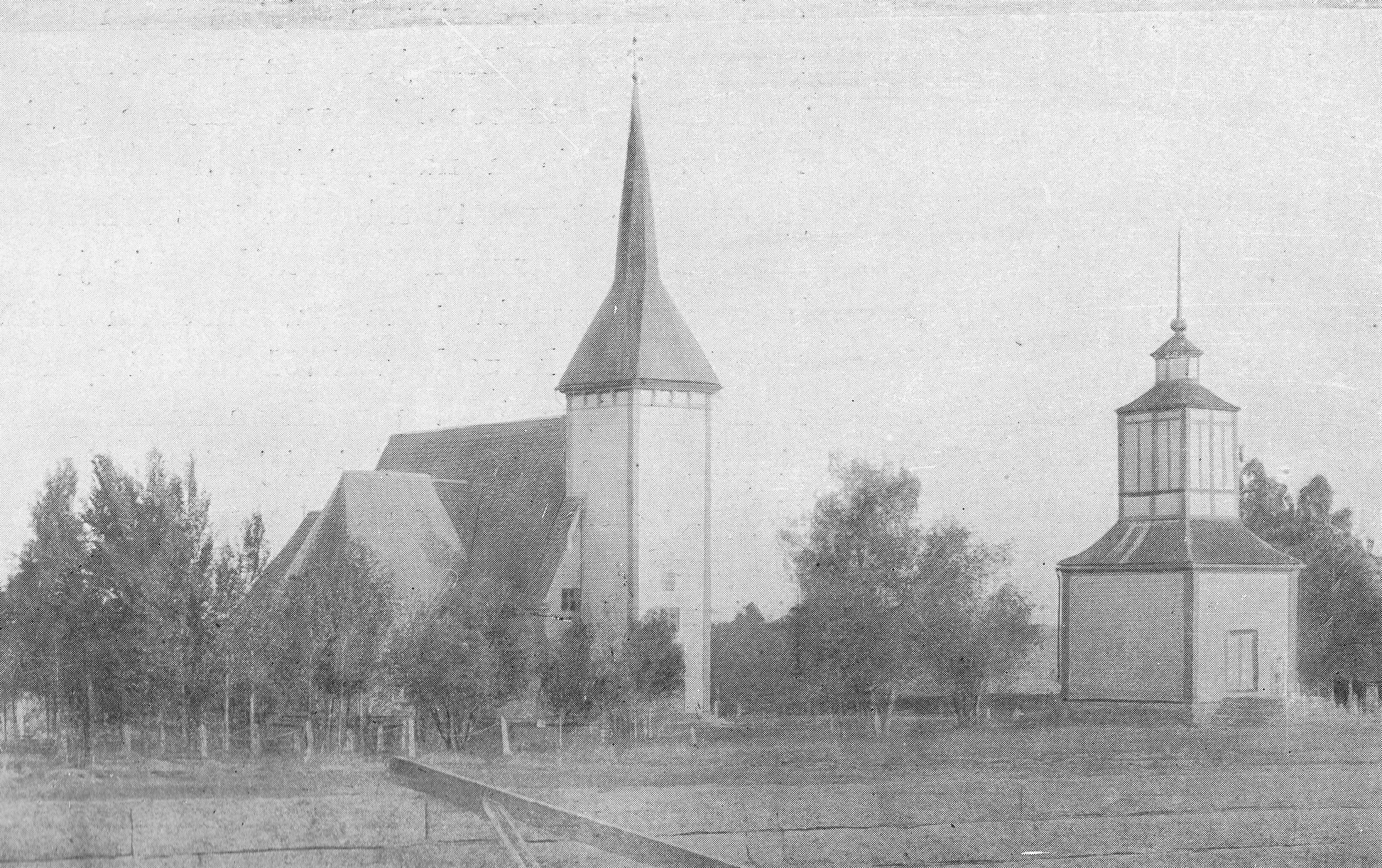
Église de Alahärmä
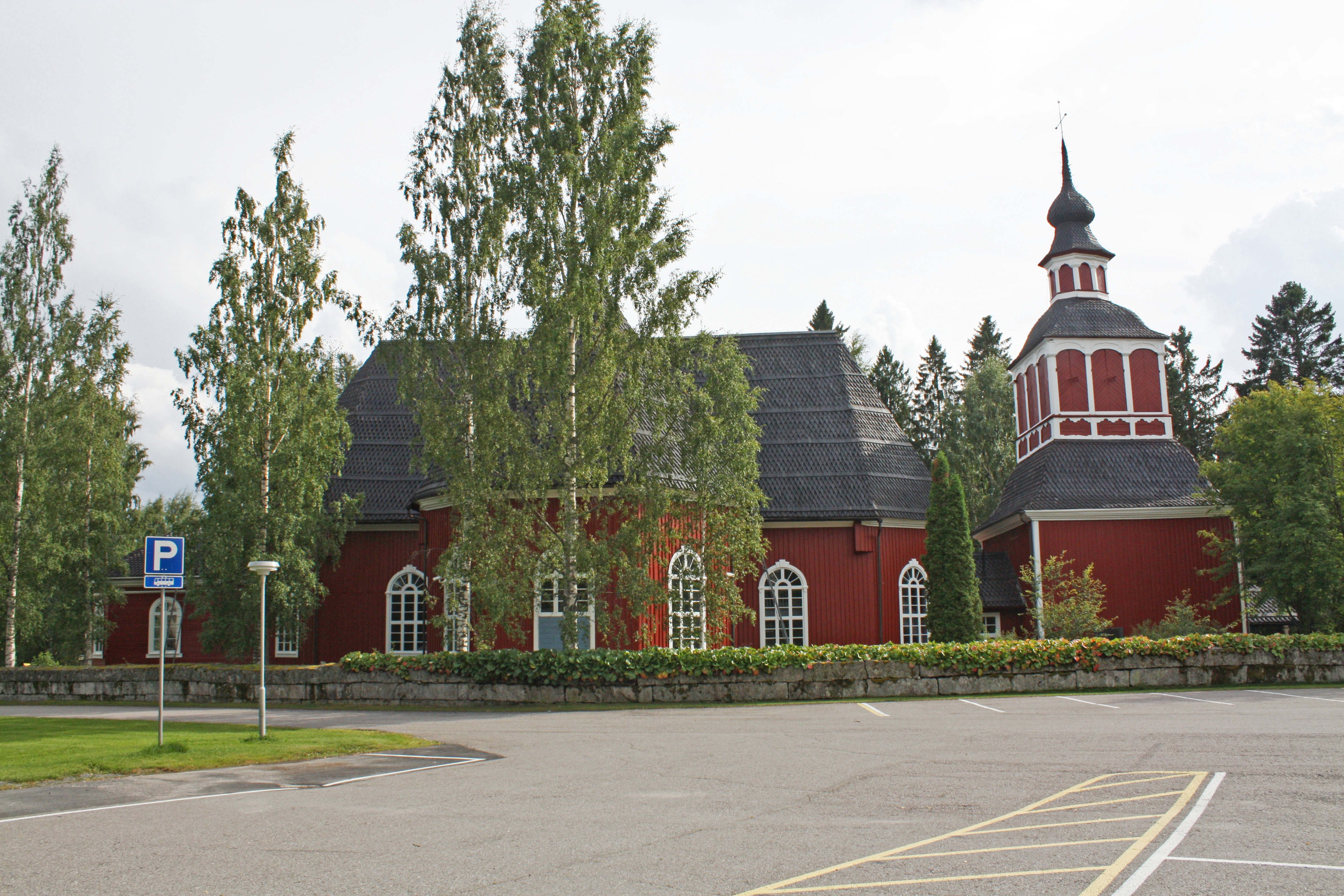
Église de Virrat
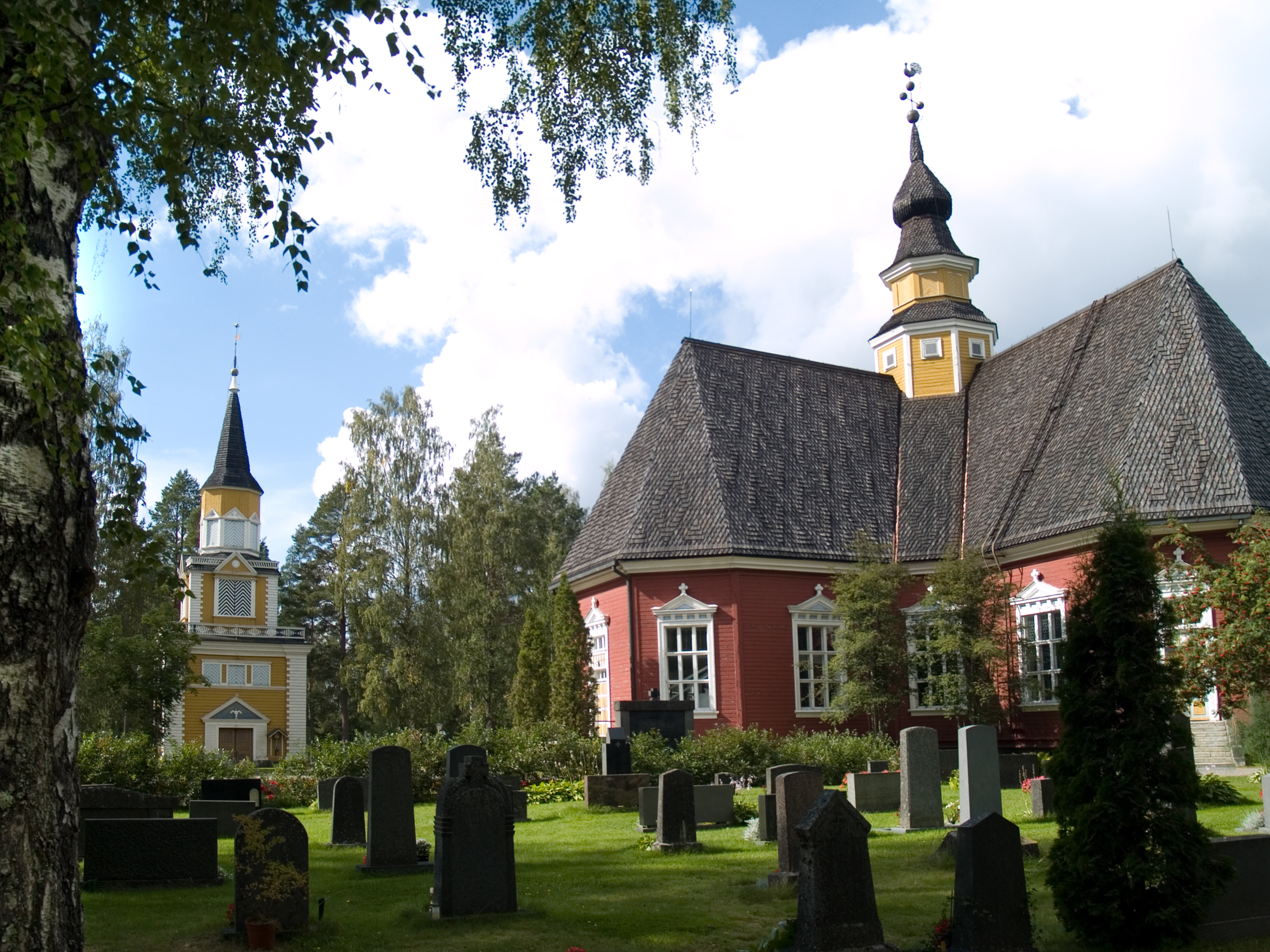
Église de Kuortane